# Kościół Wniebowzięcia Najświętszej Maryi Panny w Tyńcu Małym
Kościół Wniebowzięcia Najświętszej Maryi Panny w Tyńcu Małym – rzymskokatolicki kościół parafialny w Tyńcu Małym, w gminie Kobierzyce. 

## Historia
Gotycki kościół zbudowany 1493-1516 r., restaurowany w latach 1752, 1856, 1931 i 1966 roku. Po II wojnie światowej zmieniono wezwanie na Wniebowzięcia Najświętszej Maryi Panny. W latach 80. XX wieku na miejscu zniszczonej szachulcowej kruchty wybudowano nową nawiązującą wyglądem do poprzedniej.

## Architektura
Kościół orientowany, murowany, jednonawowy z prostokątnym prezbiterium nakrytym sklepieniem krzyżowo-żebrowym i wieżą przy północnej ścianie. Przed kościołem kamienna kapliczka słupowa. 

## Wyposażenie
- dwie gotyckie rzeźby (1500)
- gotyckie sakramentarium z piaskowca (1516)
- manierystyczna ambona (koniec XVII w.)
- barokowy obraz "Ecce homo" (przełom XVII/XVIII w.)
- barokowy dzwon na wieży (1672)
- rokokowy ołtarz główny (XVIII w.)
- chrzcielnica (XVIII w.)
- ołtarze boczne (XVIII w.)
- prospekt organowy (XVIII w.)
- najstarsza w Polsce figura Matki Boża Fatimskiej ufundowana przez baronową Marię Josefhę von Ruffer, ostatnią właścicielkę majątku ziemskiego w Tyńcu Małym (1936)[3][4]